# The Albany

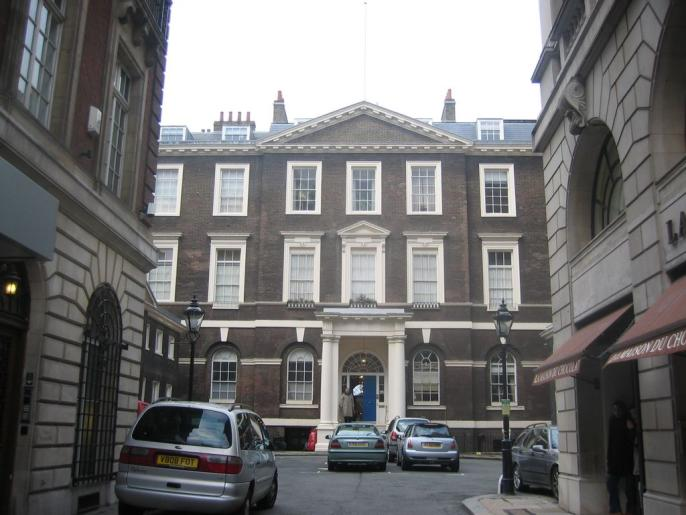
A fachada de The Albany em 2004.

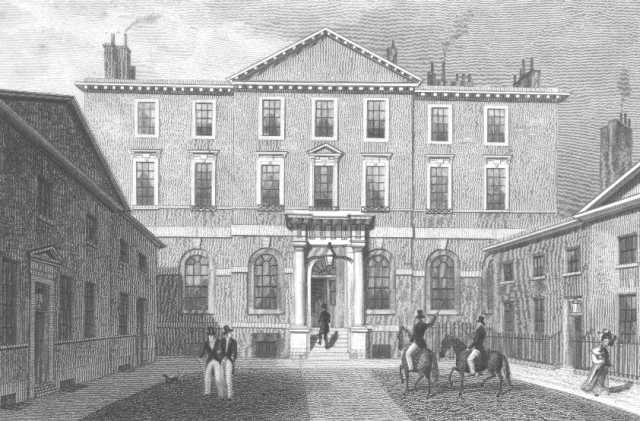
A fachada de The Albany num desenho de Thomas Shepherd.

The Albany, ou Albany, é um antigo palácio setecentista de Londres, situado em Piccadilly. Foi convertido, no início do século XIX, num complexo de apartamentos.

## História

### O palácio
The Albany foi construído, entre 1770 e 1774, pelo arquitecto Sir William Chambers para o Visconde Melbourne, recebendo o nome de Melbourne House. É um palácio de três andares com sete secções (janelas) de largura e um par de alas de serviço flanqueando o pátio da frente. Em 1791, Frederick, Duque de York e Albany abandonou Dover House, na Whitehall (actualmente um gabinete governamental) e tomou Melbourne House como residência. Em 1802, o Duque deu o palácio e este foi convertido em 69 apartamentos de solteiro (conhecidos como "sets"). Isto foi conseguido não só através da subdivisão do bloco principal e das duas alas de serviço, mas também pela adição de dois conjuntos de edifícios paralelos ao longo do jardim.

## O complexo de apartamentos
Desde a sua conversão, Albany tem constituído o mais conhecido e prestigiado conjunto de apartamentos de solteiro em Londres. Entre os residentes têm-se incluído nomes famosos como o poeta Lord Byron e o futuro Primeiro-Ministro William Ewart Gladstone, além de numerosos membros da aristocracia. No entanto, os ocupantes têm sido conhecidos por reclamar que os alojamentos são bastante apertados.
Os residentes já não têm que ser forçosamante celibatários.

## Administração
Cerca de metade da propriedade livre de Albany é, actualmente, pertença do "Peterhouse", um pequeno Colégio de Cambridge. The Albany é administrado por uma Comissão de Curadores. As rendas são muito inferiores aos níveis comerciais, existindo rumores que indicam que os apartamentos, ou "sets", estão a ser atribuídos com base em ligações sociais.

## Ortografia
Com início na segunda metade do século XX, alguns artigos de jornais e revistas sobre The Albany afirmaram que as pessoas da moda só se referiam à redência como "Albany", sem o artigo. Esta afirmação foi feita, por exemplo, em Outubro de 1996, no perfil traçado pela revista Vanity Fair do residente e famoso editor Fleur Cowles. No entanto, o nome tem sido historicamente "The Albany", e é desta forma que aparece em numerosas fontes. A peça The Importance of Being Earnest, de Oscar Wilde, refere-se repetidamente à residência do personagem Jack Worthing como "The Albany."

## Proprietários
A lista de proprietários que se apresenta é baseada, basicamente, na muito mais extensa lista disponível na Survey of London. Muitos dos detentores de apartamentos estiveram na residência durante um curto período de tempo quando eram bastante jovens. 
- Antony Armstrong-Jones, mais tarde 1° Conde de Snowdon, fotógrafo.
- Sir Squire Bancroft, actor.
- George Basevi, arquitecto.
- Sybille Bedford, escritor, viveu na sala dos criados de Aldous Huxley.
- Sir Thomas Beecham, realizador.
- Isaiah Berlin, philosopher.
- Henry Brougham, mais tarde Lord Chancellor.
- Lord Byron, poeta.
- George Canning, político.
- George Cattermole, artista.
- Bruce Chatwin, escritor.
- Alan Clark, historiador e político.
- Sir Kenneth Clark, historiador de arte.
- Fleur Cowles, editor.
- William Ewart Gladstone, mais tarde Primeiro-ministro do Reino Unido.
- Graham Greene, escritor.
- Georgette Heyer, escritor.
- Henry Holland, arquitecto.
- Aldous Huxley, escritor.
- Baronesa Pauline de Rothschild, socialite, escritora e desenhadora de moda.
- Edward Heath, mais tarde Primeiro-ministro do Reino Unido.
- John Lane, publicitário.
- Arthur Lee, 1º Visconde Lee de Fareham, político.
- Edward Bulwer-Lytton, escritor e político.
- Lord John Manners, político.
- John Morgan, escritor sobre regras de etiqueta.
- Malcolm Muggeridge, journalista e locutor.
- Sir Harold Nicolson, escritor e político.
- J.B. Priestley, escritor.
- A. J. Raffles, cavalheiro ladrão fictício nos trabalhos de E. W. Hornung.
- Terence Rattigan, escritor teatral.
- Sebastian Shaw, actor.
- Sir Robert Smirke, arquitecto.
- Terence Stamp, actor.
- Lord Stanley, político, mais tarde 15º Conde de Derby.
- William Henry Fox Talbot, fotógrafo pioneiro.
- Herbert Beerbohm Tree, director de actores.